# Mount Canopus
Mount Canopus är ett berg i Antarktis. Det ligger i Östantarktis. Nya Zeeland gör anspråk på området. Toppen på Mount Canopus är 2 100 meter över havet.
Terrängen runt Mount Canopus är varierad. Trakten är obefolkad. Det finns inga samhällen i närheten.